# Две иллюстрации
«Две иллюстрации» (эст. Kaks lugu) — кукольный мультфильм режиссёра Эльберта Туганова, созданный на студии «Таллинфильм» в 1962 году.

## Сюжет
Мультфильм состоит из двух новелл.
«Девочка-рёвушка»
Одна девочка Ганя очень любила плакать. То ей в садике не нравится, то дома скучно. Из-за этого с Ганей произошло несчастье, после которого она уже не плакала. (Агния и Павел Барто)
«Едет поезд»
Утёнок водил поезд, на котором едут собаки, кошки, свиньи и козы. Но утёнок заснул, убаюканный стуком колёс, и поезд, потеряв управление упал в канаву. Чудом спасшиеся пассажиры поставили поезд на рельсы, а машинистом взамен утёнка стал пёс. И все двинулись в путь дальше. (Эллен Нийт)

## Создатели
- Режиссёр: Эльберт Туганов
- Оператор: Хейно Парс
- Художник: Халья Клаар
- Аниматоры: Евгения Леволль, Калью Курепыльд, Пеэтер Кюннапу
- Композитор: Густав Эрнесакс
- Звукорежиссёр: Харальд Ляэнеметс
- Авторы текста: Агния Барто, Эллен Нийт
- Директор: Антс Лооман
- Куклы изготовили: Виктор Калбус, Элла Руизо